# Сида
Сида или синдром стечене имунодефицијенције (од фр. SIDA (Syndrome d'immunodéficience acquise); енгл. AIDS (acquired immune deficiency syndrome)) је полно преносива болест која представља последњи стадијум инфекције организма вирусом хумане имунодефицијенције (ХИВ), а карактерише је прогресивно слабљење имунског система што појединце чини подложним широком спектру инфекција и тумора.
Постоји разлика између појмова ХИВ позитивна особа и особа оболела од сиде. То су две повезане али различите ствари, које се често погрешно поистовећују. ХИВ позитивна особа је заражена вирусом (ХИВ-ом), али то још увек не значи да има сиду. До појаве болести може да прође временски период од две до десет година. ХИВ позитивна особа може да изгледа потпуно здраво, способна је за рад или било коју другу активност, попут здравих појединаца.
Вирус се најчешће преноси сексуалним путем, а нешто ређе преко заражене крви, са заражене мајке на дете током трудноће, порођаја или дојења итд. Вирус се не може пренети уобичајеним социјалним контактима, нити путем животиња. У циљу превенције, у многим земљама се спроводе различите активности са сврхом едукације људи о начину преношења вируса и мерама које се могу предузети како до инфекције не би дошло. За сада не постоји ефикасан лек или вакцина, који гарантују излечење. Ипак, антиретровирални лекови могу да продуже период трајања инфекције и одложе улазак у фазу сиде.
Према подацима програма Уједињених нација и Светске здравствене организације о ХИВ вирусу и сиди (УНАИДС), од појаве овог обољења па закључно са 2008. годином у свету је било заражено укупно око 60 милиона људи, а од компликација повезаних са сидом је до тог тренутка умрло око 25 милиона људи. Крајем 2008. вирусом је било заражено око 31,3 милиона одраслих појединаца и 2,1 милион деце.

## Историјат
Група научника предвођена Мајклом Воробијем, професором екологије и еволуционе биологије са Универзитета Аризона, спровела је истраживање које је показало да се првобитни облик ХИВ вируса појавио у Африци у периоду између 1884. и 1924. године. Анализирајући измет шимпанзи, закључено је да је вирус са њих прешао на човека у југоисточном делу државе Камерун, приближно око 1908. године. Теорију да је вирус пренет са мајмуна на људе су потврдила и истраживања научника са универзитета Нотингем, Монпелије и Алабама. Вирус се ширио међу локалним становништвом, а инфекција је попримила веће размере када је стигла до Киншасе. Из тог града потичу и два најстарија узорка ХИВ-а, један изолован из крвне плазме мушкарца 1959. и други који је изолован из лимфних чворова жене 1960. године.
Половином 1981. године смрт као последица опортунистичких инфекција, које су се пре тога углавном јављале код пацијената у постоперативном периоду након трансплантације, почела је да се јавља код здравих мушкараца хомосексуалне оријентације у Лос Анђелесу, Сан Франциску и Њујорку. Током 1982. је постављена прва клиничка дефиниција синдрома стеченог недостатка имунитета. Француски виролог Лик Монтањије, научник на Пастеровом институту у Паризу, је 1983. изоловао нови тип вируса са другачијим типом репродукције који се размножавао у лимфним чворовима човека. Назвао га је LAV (енгл. lymphadenopathy-associated virus), јер је у почетку вирус уско повезиван са лимфним системом. За своје откриће Монтањије је 2008. добио Нобелову награду за медицину. Две групе научника у Америци, предвођене Робертом Галоом са Националног института за рак у Мериленду и Џејом Левијем са Универзитета у Сан Франциску, изоловале су 1984. ретровирус код оболелих од сиде и особа које су имале непосредан контакт са њима али нису имале симптоме. Гало га је назвао HTLV-III (енгл. human T lymphotropic virus type III) јер је открио везу између CD4+ Т-ћелија и вируса, док га је Леви означио као ARV (енгл. AIDS-associated retrovirus). Све три групе научника изоловале су заправо исти вирус, који је 1986. назван вирусом хумане имунодефицијенције.

## Опште особине вируса
Вирус хумане имунодефицијенције (ХИВ) припада породици ретровируса. Димензије овог патогена износе 100-140 nm. Читава ћелија има двослојну липопротеинску мембрану, испод које је смештено нуклеопротеинско језгро. У њему се налази рибонуклеинска киселина и различити ензими. У геному вируса су смештена три структурна гена потребна за његово размножавање и седам гена који регулишу тај процес. Око генома и ензима језгра налази се протеински омотач, назван протеин 24 (p24). На површини вирусне ћелије се налази липопротеински омотач, који настаје од омотача ћелије домаћина у којој се вирус размножава, док други део омотача потиче од самог вируса и њега чине гликопротеински молекули 41 (gp41) и 120 (gp120) који попут шиљака вире из омотача.
ХИВ је релативно осетљив и температура од 56 °C га инактивише за 30 минута. Са друге стране, отпоран је на ниске температуре (до -70 °C) и ултраљубичасте и гама зраке. Вирус је осетљив на високе или ниске вредности pH (вредности испод 3 и изнад 10).
Постоје два типа вируса: ХИВ-1 и ХИВ-2. Оба типа воде порекло од вируса мајмунске имунодефицијенције (енгл. Simian Immunodeficiency Virus).

## Начини преношења
ХИВ се може пренети на више начина: незаштићеним сексуалним односом, преко заражене крви и са мајке на дете (вертикална трансмисија). Вирус је присутан у свим телесним течностима, али у довољној количини да би се неко заразио има га само у крви, вагиналном секрету, сперми, просеменој течности и мајчином млеку. ХИВ се налази у високим концентрацијама и у цереброспиналној течности (ликвору) и ушној масти (церумену), али преко њих није могуће инфицирање због непостојања начина трансмисије са једне особе на другу.
Према извештају Уједињених нација за 2008. годину, приближно 2/3 нових случајева заразе се догоди током хетеросексуалних односа, око 11% преношењем вируса са мајке на дете, око 10% случајева код интравенских наркомана који користе употребљену иглу за убризгавање дроге, 5-10% случајева заразе је регистровано код хомосексуалаца и остатак током разних медицинских процедура (трансфузија крви и сл).
ХИВ се не може пренети руковањем, грљењем, љубљењем и другим уобичајеним социјалним контактима, конзумирањем хране коју је спремила заражена особа, боравком у истој просторији са таквом особом и сл. Животиње и инсекти (попут комараца) не могу пренети ХИВ или сиду нити оболети од ње, јер се само у крви човека налазе лимфоцити са CD4 (енгл. cluster of differentiation) молекулима за које се вирус везује.

## Епидемиолошки подаци
| > 20% 15 - 20% 5 - 15% 2 - 5% 1 - 2% | 0,5 - 1% 0,1 - 0,5% < 0,1% Без података |

На глобалном плану, ширење вируса поприма облике пандемије. Од приближно 33,4 милиона људи који су били ХИВ позитивни или су имали сиду крајем 2008. године, у подсахарској Африци је живело 22,4 милиона (67%) иако становништво те регије чини само 10% укупне светске популације. Од појаве епидемије, преко 83% смртних случајева је регистровано у Африци. У најтеже погођеној области, подсахарској Африци, у урбаним срединама је сваки четврти становник инфициран, а 70% новоинфицираних особа годишње потиче из ове регије.
Инфекција је присутна и у осталим деловима света, иако слабије у поређењу са Африком. Током 2008. на глобалном плану је забележено 2,7 милиона новоинфицираних (од чега 430.000 деце) и око 2 милиона смртних случајева (280.000 деце).
| Регион                           | заражени и оболели | нови случајеви заразе | преваленца међу одраслима | смртни случајеви |
| -------------------------------- | ------------------ | --------------------- | ------------------------- | ---------------- |
| Подсахарска Африка               | 22.400.000         | 1.900.000             | 5,2%                      | 1.400.000        |
| Северна Африка и Средњи исток    | 310.000            | 35.000                | 0,2%                      | 20.000           |
| Јужна и југоисточна Азија        | 3.800.000          | 280.000               | 0,3%                      | 270.000          |
| Источна Азија                    | 850.000            | 75.000                | 0,1%                      | 59.000           |
| Океанија                         | 59.000             | 3.900                 | 0,3%                      | 2.000            |
| Латинска Америка                 | 2.000.000          | 170.000               | 0,6%                      | 77.000           |
| Кариби                           | 240.000            | 20.000                | 1,0%                      | 12.000           |
| Источна Европа и Централна Азија | 1.500.000          | 110.000               | 0,7%                      | 87.000           |
| Северна Америка                  | 1.400.000          | 55.000                | 0,4%                      | 25.000           |
| Западна и централна Европа       | 850.000            | 30.000                | 0,3%                      | 13.000           |
| Укупно                           | 33.400.000         | 2.700.000             | 0,8%                      | 2.000.000        |

Епидемија сиде у Србији је званично почела 1984. године, мада постоје и подаци о ранијим случајевима ове болести. Инциденца је релативно ниска, али је према неким проценама укупан број заражених пет до десет пута већи од званичних података. Од 1985. године до краја 2009. регистровано је укупно 2.440 ХИВ позитивних особа, од којих је 1.489 (61%) оболело од сиде, а 1.042 умрло.
Међу источноевропским државама, у Србији и Румунији је забележен највећи раст новозаражених од почетка 90-их година 20. века.

## Инфекција
Најчешћи тип ХИВ вируса у Европи, Америци и централној Африци је тип ХИВ-1. У западној Африци, болест је проузрокована типом ХИВ-2, који је јако сличан типу 1.
Да би дошло до инфекције и развоја болести вирус мора да доспе у крв, где се везује за CD4+ Т-лимфоците. Вирус се деловима свог омотача (gp120) „прикачи“ за рецепторе на површини ових ћелија. Након везивања он улази унутар ћелије, „уграђује“ се у једро домаћинске ћелије и под утицајем различитих стимуланаса почиње да се размножава. Исход је најчешће смрт инфицираних ћелија. Током времена долази до постепеног смањења броја ових лимфоцита, којих у здравом организму има око 1200/mm³ крви. После дуго времена када њихов број падне испод неке критичне вредности (око 200/mm³), човек почиње оболевати од најразличитијих (опортунистичких) инфекција. Тада наступа сида. Ове инфекције су за људе оболеле од сиде често тешке, а неке од њих и смртоносне, јер су управо лимфоцити носиоци одбране од микроорганизама, тумора и различитих страних материја.

## Стадијуми инфекције
Напредовање болести се генерално може поделити на четири фазе:
1. примарна инфекција,
2. клинички асимптоматска фаза,
3. симптоматска ХИВ инфекција и
4. прогресија из ХИВ позитивности у сиду.[35][36]

### Примарна инфекција
Примарна или акутна инфекција је период наглог размножавања вируса непосредно након што му је особа била изложена. Она може у потпуности да изостане, а када постоји (у око 20% случајева) ова фаза траје неколико недеља. Током примарне инфекције већина особа показује карактеристичне симптоме попут прехладе, високе температуре, главобоље, упале ждрела и понекад осипа. Ова појава, слична грипу, се понекад назива и болест сероконверзије.
У просеку три недеље након инфекције појављује се велики број других симптома, за које се обично и не сумња да имају везе са сидом. Неретко се дешава да буде постављена и погрешна дијагноза, јер је у том почетном периоду тешко разликовати симптоме сиде и других болести. Међутим, постављање праве дијагнозе је веома важно јер су у овом периоду особе најзаразније. Најчешћи симптоми у том периоду су нагли губитак телесне тежине, натекле лимфне жлезде, губитак памћења, температура и главобоља.

### Клинички асимптоматска фаза
Ова фаза у просеку траје око 10 година, мада индивидуално може трајати краће или дуже. Како јој и само име говори, карактерише је потпуно одсуство било каквих симптома болести, мада се понекад могу јавити отечени лимфни чворови по телу. Количина вируса у периферној крви пада на веома ниске вредности, али особе и даље остају инфициране и антитела на ХИВ се могу детектовати у крви. Новија истраживања показују да вирус у овој фази не мирује, већ је изузетно активан у лимфним чворовима. Велика количина Т-лимфоцита се инфицира и умире а продукују се велике количине вируса. Данас је доступна нова врста теста која мери оне мале количине ХИВ-а које доспеју из лимфних чворова у циркулаторни систем. Овај тест који мери РНК молекул (генетички материјал) вируса се назива тест вируленције ХИВ-а (енгл. viral load test) и има све већу улогу у третману ХИВ инфекције.

### Симптоматска ХИВ инфекција
Како време протиче, имунски систем постаје све слабији и више није у стању да обузда и задржи вирус. Ово се догађа из три разлога:
- лимфни чворови и ткиво постају оштећени и исцрпљени услед дугогодишње интензивне активности;
- ХИВ мутира и постаје више патоген, односно постаје јачи и разноврснији што даље води до повећане деструкције Т-помоћничких лимфоцита;
- тело више није у стању да одржава темпо замене Т-ћелија које су уништене и њихов број све брже опада.

Како имунски систем заказује, јављају се и први симптоми болести. У почетку су симптоми слаби, али се временом погоршавају и постају све тежи.

### Сида
Сида је последња фаза напада ХИВ вируса и уједно је и најтежа фаза. Светска здравствена организација је 1990. направила списак симптома које је груписала и које сада лекари широм света користе како би се јасно дефинисале фазе развоја инфекције. Овај списак је обновљен 2005.
- Фаза : ХИВ вирус се не може идентификовати и није категорисан као узрочник сиде;
- Фаза : појављују се минималне манифестације инфекција респираторног тракта;
- Фаза : долази до појаве напрасних и необјашњивих симптома попут дијареје, (која обично траје дуже од месец дана, што доводи до наглог губитка телесне тежине), тешке бактеријске инфекције и/или плућне туберкулозе;
- Фаза : јавља се токсоплазма мозга, гљивичне инфекције респираторног тракта и једњака (кандидијаза), Капошијев сарком итд.

У САД се дијагноза сиде и категоризација степена инфекције врши на основу дефиниција које саставља и обнавља Центар за контролу болести и превенцију у Атланти. Центар је 1993. проширио свој списак и у њега уврстио и здраве особе које имају вирус или им је број CD4+ Т-лимфоцита мањи од 200 јединица на микролитар крви.

## Откривање и дијагностика
Иако је ХИВ у САД познат од 1981. године, идентификација вируса као узрочника болести није обављана до 1983. Током 1985. Управа за храну и лекове у САД је одобрила први тест за откривање вируса, коју је развила научна група Роберта Галоа. Овај тест може да покаже присуство антитела против ХИВ-а у крви, што је показатељ да је особа била изложена вирусу. Међутим, у периоду од четврте до осме недеље након инфицирања, тест је негативан, због одложеног имуног одговора организма. У тестирање је 1996. уведена и додатна метода, која открива присуство антигена, односно протеина које производи сам вирус. Према томе, тест може да открије присуство вируса и пре реакције имунског система. Новије, још прецизније методе, омогућавају откривање вирусног генетичког материјала. Осим тога, ове методе омогућавају и разликовање типа откривеног вируса.
Центар за контролу и превенцију болести је 1993. поставио критеријуме за дијагностиковање сиде. Сматра се да појединац има сиду уколико је број CD4 Т-ћелија испод 200 по mm³ крви или CD4 ћелије чине мање од 14% свих лимфоцита, као и у случају појаве једне или више болести или инфекција који указују на сиду (енгл. AIDS-Defining Illnesses) са списка који је објавио Центар. Ове болести и инфекције се могу јавити и независно од сиде, али су карактеристичне за њен последњи стадијум па стога представљају додатни критеријум за постављање дијагнозе. Оне се генерално могу поделити у четири групе: опортунистичке инфекције (плућа, усне дупље, мозга, очију, јетре, дебелог црева и гениталија), болести централног и периферног нервног система (један облик деменције, неуропатија, миопатија, мијелопатија), тумори (Капошијев сарком, Хочкинови и Нехочкинови лимфоми, тумори врата) и велики губитак телесне тежине (узрокован неадекватном исхраном, нетретираним инфекцијама и поремећајима метаболизма).
Развој болести, од тренутка инфекције ХИВ-ом до појаве првих симптома, траје дужи временски период (некада и до десет година). Ток болести може бити праћен методом сурогат-маркера. Овом методом се уочава опадање броја CD4 Т-леукоцита. Што је број ових ћелија мањи, имунски систем је слабији и самим тим је брже напредовање болести. Током 1996. постало је евидентно да се количина ХИВ-а у крви оболелих (вирусна тежина) може користити као параметар како би се предвидео развој сиде без обзира на број CD4 Т-ћелија у крвотоку оболелих. Напретком технологије одређивање вирусне тежине брзо је постало стандардно средство за тестирање пацијената.

## Тестирање на ХИВ
Да би се тестирање на ХИВ успешно спровело, потребно је да у крви оболелог постоји довољна количина специфичних антитела. То се дешава тек 6-8 недеља након инфекције, а временски период до тог тренутка се зове „период прозора“. У том периоду резултат теста може бити негативан чак и ако инфекција постоји (лажно негативан резултат). Због тога се у случају негативног резултата, тестирање обично понавља након шест месеци.
Најчешће се користи имуноензимски тест (енгл. Enzyme Linked Immunosorbent Assay - ELISA). Он се заснива на везивању антитела из крви пацијента са антигенима који су везани за подлогу. У реакцију се могу укључити и антитела животињског порекла која су обележена ензимом ради бољег уочавања. У зависности од врсте коришћеног антигена, ови тестови могу имати различиту осетљивост и на основу тога се врши њихова класификација на генерације. Добре резултате дају тестови треће и четврте генерације.
За потврду резултата добијених претходном методом користи се Вестерн блот тест (енгл. Western blot) који реагује на вирусне протеине. Прво се вирус разложи на саставне делове и врши се њихово раздвајање гел-електрофорезом на основу разлике у молекулској маси. Затим се издвојени протеини пребацују из гела на нитроцелулозне траке и спроводи се ELISA тест. Резултати се очитавају на посебним тракама.
Постоје и тестови којима се открива сама структура вируса (нпр. PCR) и то већ после 10 до 15 дана од настанка инфекције, али се такви тестови не користе често јер су веома скупи.
Тзв. брзи тестови, који се могу купити у апотекама, дају резултате за свега десетак минута али нису довољно прецизни. Већина оваквих тестова има осетљивост 99% и специфичност 98%.

### Резултати
Резултат теста може бити:
- позитиван (односно реактиван или серопозитиван) и
- негативан (односно нереактиван или серонегативан).

Позитиван резултат значи да је организам створио антитела на вирус, да су та антитела регистрована у крви оболелог и да постоји инфекција. Лажно позитиван резултат може да се јави услед грешке направљене током тестирања или услед неспецифичне или унакрсне реакције на тест ELISA. Због тога се позитиван резултат увек мора проверити и потврдити другом врстом теста. Негативан резултат значи да антитела на ХИВ нису детектована у крви. То значи или да особа није заражена или да у организму није дошло до стварања довољне количине антитела како би она била детектована тестом („период прозора“). Једна од могућности је и ареактивност у узнапредовалој фази сиде. Због свих ових чинилаца, у случају негативног резултата потребно је тест поновити након одређеног времена (3-6 месеци).

## Опортунистичке инфекције
Опортунистичке инфекције су инфекције узроковане разним патогенима (бактеријама, вирусима, гљивицама, протозоама), који своје штетно деловање испољавају само у случају слабог имунитета организма, односно инфекције се неће развити уколико је имунолошки статус организма добар. Најучесталија опортунистичка инфекција код оболелих од сиде је пнеумоцистоза, један облик упале плућа који је проузрокован гљивицом pneumocystis carinii која је нормално присутна у дисајним путевима човека. Бактеријска пнеумонија и туберкулоза су такође често удружене са сидом. У касној симптоматској фази инфекција бактеријом myobacterium avium може проузроковати грозницу, губитак тежине, анемију и дијареју. Напретком болести постају учесталије и инфекције протозоама, нарочито токсоплазмозе нервног система. Осим пнеумоцистозе, развијају се и друге инфекције проузроковане гљивицама. Честе су оралне инфекције које узрокује candida albicans (кандидијазе), карактеристичне за рану симптоматску фазу. Јављају се и инфекције које изазива cryptococcus које доводе до менингитиса код више од 13% заражених особа. Инфекције гљивицом histoplasma capsulatum погађају око 10% људи са сидом, а карактеришу се губитком тежине, грозницом, дисајним проблемима или озбиљним поремећајима централног нервног система уколико инфекција захвати мозак.
Вирусне опортунистичке инфекције су честе код оболелих. Цитомегаловирус инфицира ћелије мрежњаче ока и може проузроковати слепило, а такође може узроковати поремећај тромбоцита и леукоцита и изазвати упалу плућа. Инфекције херпес симплекс вирусима, тип 1 и 2, проузрокују осипе око уста и ануса. Развој тумора је такође веома чест, нарочито развој лимфома, сквамозног целуларног саркома, Капошијевог саркома и рака грлића материце.

## Терапија
У терапији сиде постоје одређени стандарди. Основу чине болничко лечење, третман у дневној болници и амбулантно праћење стања. Болничко лечење је индиковано код пацијената оболелих од неке тешке опортунистичке инфекције или тумора, када је неопходно применити интравенску терапију или када су неопходне компликованије дијагностичке процедуре (биопсије и слично). Амбулантно се прате и лече пацијенти који су на високоактивној антиретровиралној терапији (енгл. highly active antiretroviral therapy - HAART), као и инфицирани пацијенти код којих се још нису стекли услови за започињање ове терапије. Обе категорије пацијената захтевају пажљиво посматрање вирусолошких и имунолошких показатеља успешности лечења, односно напредовања болести. Ово подразумева одређивање броја периферних CD4+ ћелија три пута годишње, колико пута би требало радити и PVL тест (енгл. plasma viral load) уз стандардне биохемијске и хематолошке анализе. Код особа код којих се примењује стратегија SIT (енгл. structurated intermitent therapy) одређивање броја  Т-ћелија се ради на свака 2 месеца.

### Антивирусна терапија
Антивирусни лекови који се користе у лечењу болести нападају слабе тачке у вирусном репликационом циклусу. Једна од „мета“ је процес обртања транскрипције у току кога се вирална РНК трансформише у ДНК, што представља обавезан начин трансформације вируса. Обртање транскрипције је процес карактеристичан за ретровирусе и обавља се под дејством ензима реверзне транскриптазе. Једна од класа лекова који се користе у третману су инхибитори овог ензима (доводе до његове инактивације). Лек се понаша као нормална нуклеотидна база, тако да га реверзна транскриптаза погрешно умеће у растући ДНК ланац. Када се лек једном угради, ниједна друга база не може бити синтетисана у ланац, тако да се синтеза молекула ДНК прекида. Иако ови лекови углавном реагују са ензимом, може се десити да се укључе и у нормалне функције ћелије и да на тај начин доведу до интоксикације и споредних ефеката код пацијената. То је обично праћено пролиферацијом појединих ћелија, као што су ћелије косне сржи.
Други проблем је појава отпорности ХИВ-а на лекове. Студије које су рађене у почетку примене терапије зидовудином, показале су да су погрешне раније тврдње да примена ових лекова продужава живот. Наиме, ХИВ се веома брзо размножава и мутира током раног стадијума болести, тако да су у крви инфициране особе присутни различити сојеви вируса од којих неки могу бити и резистентни на терапију. Ограничена варијабилност ХИВ-а у раном стадијуму болести, чини га изложенијим на деловање лекова.
Иако инхибитори реверзне транскриптазе никада нису сматрани леком против ХИВ инфекције, постојала је претпоставка да они могу спречити напредовање сиде и ова група лекова је показала добре резултате у редуковању преноса ХИВ-а са трудних мајки на потомство. Међутим, резултати употребе инхибитора у терапији инфекције показали су разочаравајуће резултате – продужавали су живот оболелима, али само до шест месеци. Комбиноване терапије се користе како би се повећао број CD4 Т-ћелија и смањио ниво вируса у крви.
Инхибитори реверзне транскриптазе су такође ефикасни када се користе у комбинацији са инхибиторима протеазе. Протеазни инхибитори функционишу тако што онеспособљавају кључни вирални ензим, који је битан за репродукцију ХИВ-а у каснијим фазама његовог репликационог циклуса. Када се ХИВ размножава, тј. када ствара копије својих протеинских компоненти, ови протеини морају бити тачно и прецизно исечени пре него што се уграде у зрео вирус. Протеазе су одговорне за прецизно исецање протеина до потребних димензија. Када су протеазе блокиране или инхибиране, протеини се не исецају правилно и тако оштећени вирус не може да инфицира ћелију домаћина. Први протеазни блокер, саквинавир, одобрен је да се користи у комбинацији са зидовудином. У марту 1996. је одобрена употреба још два додатна лека, ритонавира и индинавира, појединачно или у комбинацији са другим лековима. Нелфинавир је одобрен у марту 1997, а ампренавир у априлу 1999. године.
Прелиминарни резултати америчких и европских студија, показали су да ови лекови проузрокују драматично увећање броја  Т-ћелија и смањење концентрације ХИВ-а у крви. Резултати примене ових медикамената показали су да су они два до три пута ефикаснији од раније терапије. Међутим, ХИВ брзо развија резистенцију на ове лекове, нарочито када се користе самостално. Резистенција се може одгодити уколико се они користе у комбинацији са другим медикаментима.
За сада се једином ефикасном терапијом сматра узимање три лека – два инхибитора реверзне транскриптазе и једног протеазног инхибитора (високоактивна антиретровирална терапија). Међутим, комбинована примена ових лекова (антивирусних коктела) доводи до низа споредних ефеката (дијареје, анемије, грчева у трбуху), али њихова стална примена може довести до редукције ХИВ-а у крви до граница када се он не може регистровати тестовима.
Антивирусни коктел може садржавати и ненуклеозидни инхибитор реверзне транскриптазе. То је група лекова против ХИВ-а коју је одобрило америчко удружење у јуну 1996. године. Ови лекови делују слично обичним инхибиторима, али нису компетитивни према њима. Први лек из ове групе је био невирапин, чија је употреба одобрена 1996. Касније су у употребу уведени и делавирдин и ефавиренз. Сва три лека су ефикасна само уколико се узимају са обичним инхибиторима, али се не смеју комбиновати са протеазним инхибиторима.

### Третман инфекција и карцинома
За лечење опортунистичких инфекција се користе различити лекови у зависности од врсте конкретне инфекције. Фоскарнет и ганцикловир се користе у случајевима настанка цитомегаловирусне инфекције, флуконазол за терапију гљивичних инфекција, а триметоприм-сулфометоксазол за лечење пнеумоцистозе и њену превенцију када број Т-лимфоцита падне испод 200/mm³ крви.
Уколико се у организму оболелих развије Капошијев сарком или неки други тумор, користе се радиотерапија, хемиотерапија или инјекције алфа-интерферона.

### Нежељена дејства током терапије
Чест пропратни ефекат антивирусне терапије је липодистрофија, која представља промену количине масног ткива у појединим деловима тела. Јављају се упали образи, руке и ноге постају тање и на њима су јасно уочљиве вене. Масно ткиво се таложи у регији трбуха и на задњој страни врата, а увећавају се и дојке. Све ове промене се обично јављају постепено, а постају видљиве након вишемесечног узимања лекова (обично након годину дана).
За време терапије може доћи и до повећања концентрације масноћа у крви (холестерола и триглицерида). Како би се предупредила кардиоваскуларна обољења, уводи се посебан режим исхране, редовно се контролише крвни притисак и по потреби се дају лекови за снижавање масноћа у крви (хиполипемици).
Остали нежељени ефекти који се могу јавити током антивирусне терапије су повећање нивоа глукозе у крви, осип итд. Једно од најтежих нежељених дејстава, које се јавља веома ретко, је лактичка ацидоза са масном дегенерацијом јетре. Симптоми који се тада јављају су: општа слабост, мучнина, повраћање, губитак апетита и тежине, бол у трбуху, отежано и убрзано дисање, дијареја и болови у мишићима.

### Алтернативна медицина
У САД приближно 60% ХИВ позитивних људи користи неки облик алтернативног лечења. Упркос широкој распрострањености и популарности, није доказана ефикасност овакве терапије. Акупунктура се препоручује за ублажавање разних симптома, али не и као лек за сиду.

### Случај излечења
У Берлину је 2008. забележен случај пацијента који је излечен од сиде. Он је боловао од леукемије и трансплантиране су му матичне ћелије костне сржи особе која је генетички имуна на вирус ХИВ (захваљујући мутацији познатој као CCR5 коју има око 3% Европљана). Овај случај је подстакао даља истраживања у области генетске терапије пацијената са сидом.

## Превенција
Пошто се вирус најчешће преноси сексуалним путем (аналним, вагиналним или оралним полним односом са зараженим партнером), коришћење презерватива током сексуалног чина значајно смањује шансе за инфекцију. До заразе често долази и код наркомана који користе исту иглу за узимање дроге, па се њима препоручује коришћење нове стерилне игле приликом сваког новог убода. Током трудноће, порођаја или дојења, постоји ризик за пренос ХИВ-а са мајке на дете. Стога се ХИВ позитивним трудницама препоручује антиретровирална терапија током трајања трудноће, обављање порођаја техником царског реза, давање антиретровиралне терапије новорођенчету првих неколико месеци живота и не саветује се дојење јер се тим путем зарази око 50% беба.
Будући да још увек не постоји ефикасна вакцина против ХИВ-а, превентивни напори су пре свега усмерени на едукацију становништва о начину ширења вируса и мерама које се могу предузети како до инфекције не би дошло. Едукација је најчешће организована на нивоу здравствених центара и домова здравља, као и у виду акција и кампања различитих организација.
Широм планете се 1. децембар обележава као Светски дан борбе против сиде, почевши од 1988. године. Црвена трака, као симбол те борбе и солидарности са оболелима, је установљена 1991, а 1996. године је почео са радом заједнички програм Уједињених нација за борбу против сиде (енгл. UNAIDS) који је две године раније основан резолуцијом економског и социјалног савета УН.

## Стигма и дискриминација
Стигма представља негативан став према и о људима који болују од сиде. Она потиче од веровања да се болест преноси било каквим контактом, као и од уверења да су оболели од сиде припадници ионако стигматизованих група (нпр. хомосексуалци или интравенски корисници дрога).
Ово се дешава широм света, а манифестује се у виду прогањања, одбацивања, дискриминације и избегавања ХИВ позитивних особа. Осим тога, забележени су и случајеви тестирања без претходне сагласности појединца или заштите тајности података, насиље над зараженим особама или над онима за које се сумња да су заражене, стављање ХИВ позитивних појединаца у карантин итд. Стигмом изазвано насиље или страх од насиља спречава многе људе да оду на тестирање или да потраже помоћ, што повећава смртност од ове болести и поспешује њено ширење. У САД је Рајан Вајт (1971—1990), тинејџер из Индијане, постао заштитно лице на постерима против сиде, након што је избачен из школе када се сазнало да је ХИВ позитиван.
AIDS стигма се дели у следеће три категорије:
- симболичка (енгл. Symbolic AIDS stigma) - када се сида користи како би се изразио став према друштвеним групама или стилу живота за које се верује да имају везе са сидом;
- услужна (енгл. Courtesy AIDS stigma) - када се стигматизују људи који на било који начин имају везе са сидом или ХИВ позитивним особама.[78] Ово се подједнако односи на волонтере и професионалце.[79]

У многим развијеним земљама постоји повезаност између сиде и хомосексуалног или бисексуалног понашања. Управо та повезаност је узрок разних сексуалних предрасуда, попут хомофобије.
Постоје различити облици дискриминације ХИВ позитивних особа: ускраћивање права на основно и средње образовање, губитак посла, одбијање пружања медицинске неге, медијска кампања и сензационалистичко извештавање о догађајима у које су укључене такве особе, одбијање да се оболели ставе на листу за трансплантацију органа, одбацивање од стране околине (породице и пријатеља), полицијска бруталност и изолација ХИВ позитивних затвореника, физичко малтретирање и сл.

## Контроверзе
Разне организације, у којима се налази и неколицина научника који се не баве проучавањем сиде, доводе у питање везу између вируса хумане имунодефицијенције и сиде, поричу постојање овог вируса или изражавају сумњу у исправност антивиралне терапије (а понекад чак тврде да је управо та терапија узрок смрти оболелих). Иако је научна јавност испитала и одбацила овакве тврдње, оне настављају да се шире путем интернета. Ове тврдње понекад имају политички значај. Тако је 2000. године бивши председник Јужноафричке Републике, Табо Мбеки, на 13. међународној конференцији за борбу против сиде у Дурбану поставио питање о безбедности лекова против сиде и изразио сумњу да је ХИВ узрочник ове болести. Због тога је оптуживан за неадекватан одговор на епидемију сиде у својој држави.